# Кумыков, Туган Хабасович
Туга́н Хаба́сович Кумыков (кабард.-черк. Тыгъуэн Хьэбас и къуэ; 5 декабря 1927, Чегем, РСФСР — 24 марта 2007, там же) — советский и российский историк-кавказовед, доктор исторических наук (1963), профессор, заслуженный деятель науки Российской Федерации и Кабардино-Балкарской АССР, академик Адыгской (черкесской) международной академии наук (АМАН).
За годы научно-педагогической деятельности опубликовал более 300 научных трудов.

## Биография
Родился 5 декабря 1927 г. в с. Чегем-II (Куденетово 2-е) Чегемского района в семье Хабаса Гериевича и Сох Жуковны Кумыковых.
В 1934—1942 гг. учился во Второчегемской средней школе (ныне МОУ СОШ № 1) и средней школе село Нартана (Клишбиево).
В 1930-х годах Хабаса Гериевича направили в качестве старшего механика в Нальчикскую МТС, которая располагалась на левом берегу реки Нальчик, чуть ниже нынешнего пос. Адиюх, и его семья переехала туда. Маленького Тугана со старшим братом Михаилом (Машой) отдали в нартановскую школу, расположенную в разъезде, в самом конце Нартана, примерно в 6-8 километрах от МТС.
В 1939—1940 годах администрация машинно-тракторной станции перевела группу мальчиков и девочек, проживающих на станции, в школу немецкой колонии, которая была расположена ближе к станции. На тот момент в школе был один учитель для всего 4 класса. В левом ряду сидели «русские» (кабардинские) ученики, в правом — немецкие. Учитель по очереди занимался с ними. С «русскими» — на русском, с немецкими — на немецком языке. В связи с переводом отца во вновь организованную МТС, семья переехала в Чегем 2. Когда началась Великая Отечественная война, немцев депортировали (Постановлением ГКО № 698сс от 21.09.1941). И поныне этот район Нальчика носит название Александровка, данное колонии в 1860 г.
С началом Второй мировой войны ситуация в стране осложнилась. В 1941 с началом Великой Отечественной войны, с целью прокормить младших брата и сестёр (Бориса, Зою, Хану), Туган Хабасович вынужден был прервать учёбу и начать трудовую деятельность. Работая, Туган Хабасович продолжал учиться в вечерней школе.
После Победы в 1945 г. Т. Х. Кумыков поступил в Кабардинский государственный педагогический институт. В том же году вступил в комсомол, а в 1948 г. — в ряды ВКП(б). Учёбу он совмещал с активным участием в общественной жизни, увлекался историей края и страны, выступал на конференциях с докладами на исторические темы. Неоднократно награждался почетными грамотами ЦК ВЛКСМ и комсомола республики.
В 1949 г. Т.X. Кумыков с отличием окончил Кабардинский пединститут и поступил аспирантуру Северо-Осетинского пединститута на кафедру истории СССР.
В своей кандидатской диссертации «Земельные отношения в Кабарде в первой половине XIX века и земельная реформа в 1863—1869 гг.» Туган Xабасович Кумыков фактически осуществил переворот в исторической науке, выдвинув и обосновав теорию развитого феодализма с элементами буржуазно-капиталистических отношений в Кабарде в XIX в. Т.X. Кумыков представил свою диссертацию в Тбилисский государственный университет и защитил её 23 декабря 1953 г.
В марте 1963 года в Москве в Институте истории АН СССР, в возрасте 35 лет Т.X. Кумыков защитил докторскую диссертацию по теме: «Социально-экономическое развитие Кабарды и Балкарии в XIX в.». Это было значительным событием в истории народов Кабардино-Балкарии и в историческом кавказоведении в целом.
В мае 1963 г. Т.X. Кумыкову была присуждена ученая степень доктора наук. Т. Х. Кумыков и X.М. Бербеков стали первыми кабардинцами — докторами исторических наук в республике. Став доктором наук, Т.X. Кумыков с присущей ему настойчивостью продолжал разработку истории Кабарды, Кавказа, СССР.
Новый период научной и педагогической деятельности Т.X. Кумыкова начинается с переводом его, по решению правительства Кабардино-Балкарии, на постоянную работу в КБГУ на должность заведующего кафедрой. Замечательные традиции, выработанные в КБНИИ нашли дальнейшее развитие в университете.
Работая преподавателем Кабардинского государственного пединститута (1952—1954 гг.), зав. сектором истории Кабардино-Балкарского научно-исследовательского института (1954—1966 гг.), заведующим кафедрой истории России Кабардино-Балкарского государственного университета (1966—2007 гг., до своей кончины), Т. Х. Кумыков внес неоценимый вклад в историческую науку, создав научную школу единомышленников.

## Научная деятельность
Профессор Т. Х. Кумыков активно выступал по актуальным темам на международных, всесоюзных и региональных научных конференциях в Москве, Ташкенте, Воронеже, Ростове-на-Дону, Киеве, Тбилиси, Махачкале, Владикавказе, Грозном, Пятигорске, Нальчике и в других городах. Труды Т.X. Кумыкова способствовали подъёму исторической науки в республике на новый рубеж, они положили начало и стали основой разработки новых крупных проблем и направлений в историческом кавказоведении. На их базе разработаны учебные пособия, спецкурсы. Они открыли новую полосу в исследовании различных исторических проблем. Исследования Тугана Хабасовича носят фундаментальный характер, они многоплановы и знаменуют новый этап в осмыслении характера социального и культурного развития кабардинцев (черкесов), народов Северного Кавказа в XIX — начале XX вв. Журнал «Известия высших учебных заведений» назвал Т.X. Кумыкова «неутомимым исследователем и публикатором источников по истории адыгов и других народов Северного Кавказа».
Т.X. Кумыков придавал особое значение подготовке молодых специалистов-историков. С его приходом на кафедру была открыта аспирантура. Под научным руководством Тугана Хабасовича подготовили и защитили кандидатские диссертации 18 человек. Он оппонировал и рецензировал более 40 докторских и кандидатских диссертаций.
Т.X. Кумыков принимал активное участие в общественной жизни университета и республики. Много лет он был заместителем председателя Совета по защите диссертаций, членом Совета КБГУ, членом Головного Совета по истории при Минвузе России; на протяжении ряда лет избирался секретарем партбюро и председателем группы народного контроля исторического факультета, а также был членом Президиума Кабардино-Балкарских отделений Всесоюзных обществ «Знание» и «Охрана памятников».
Т.X. Кумыков был участником и делегатом нескольких республиканских и городских партийных конференций, всесоюзного совещания и международного конгресса историков в Москве.
Научно-педагогическая, трудовая и общественная деятельность Т.X. Кумыкова была высоко оценена. Учёный награждён медалями «За доблестный и самоотверженный труд в период Великой Отечественной войны 1941—1945 гг.», «За трудовую доблесть», «За доблестный труд в ознаменование 100-летия со дня рождения В. И. Ленина», «Ветеран Труда», «50 лет Победы в ВОВ», значками победителя социалистического соревнования. Ему присвоены почетные звания «Заслуженный деятель науки КБР» (1966), «Заслуженный деятель науки Российской Федерации» (1998), он награждён грамотами Президиума Верховного Совета КБАССР, Парламента и Правительства КБР.
Перу профессора Тугана Хабасовича Кумыкова принадлежат более 300 научных трудов, более 20 монографий и учебников, которые и в наши дни являются настольными изданиями для нового поколения школьников, студентов, ученых, историков. Школа Т. Х. Кумыкова создала целый ряд фундаментальных трудов по отечественной истории, которые являются золотым фондом отечественной историографии и которая по достоинству носит его имя.

## Память
Именем Кумыкова названа специализированная аудитория в Социально-гуманитарном институте КБГУ, где он более полувека трудился и воспитал целую плеяду ученых-историков.

## Основные работы
Монографии
- Присоединение Кабарды к России и его прогрессивные последствия. — Нальчик: Каб.-Балк. кн. изд-во, 1957. — 136 с.
- Социально-экономические отношения и отмена крепостного права в Кабарде и Балкарии (1800—1869 гг.). — Нальчик: Каб.-Балк. кн. изд-во, 1959. — 172 с.
- Вовлечение Северного Кавказа во всероссийский рынок в XIX в. (По материалам Кабардино-Балкарии, Северной Осетии и Чечено-Ингушетии). — Нальчик: Каб.-Балк. кн. изд-во, 1962. — 200 с.
- Жизнь и общественная деятельность Л. М. Кодзокова. — Нальчик: Каб.-Балк. кн. изд-во, 1962. — 80 с.
- Экономическое и культурное развитие Кабарды и Балкарии в XIX в. — Нальчик: Каб.- Балк. кн. изд-во, 1965. — 420 с.
- Хан-Гирей: жизнь и деятельность. — Нальчик: Эльбрус, 1968. — 132 с.
- Кази Атажукин: жизнь и деятельность. — Нальчик: Эльбрус, 1969. — 172 с.
- Казы-Гирей: жизнь и деятельность. — Нальчик: Эльбрус, 1978. — 136 с.
- Дмитрий Кодзоков. — Нальчик: Эльбрус, 1985. — 180 с.
- Культура и общественно-политическая мысль Кабарды первой половины XIX в. — Нальчик: Эльбрус, 1991. −176 с.
- Выселение адыгов в Турцию — последствие Кавказской войны. — Нальчик: Эльбрус, 1994. — 116 с.
- Культура, общественно-политическая мысль и просвещение Кабарды во второй половине XIX — начале XX в. — Нальчик: Эльбрус, 1996. — 328 с.
- Исторические реалии народов Северного Кавказа в произведениях деятелей культуры России в первой половине XIX в. — Нальчик, 1996. — 30 с. (Соавт. Нагоев М. Б.).
- Проблемы Кавказской войны и выселение черкесов в пределы Османской империи (20-70-е гг. XIX в.): Сборник архивных документов / Выявление, археография документов, вступительная статья, редакция и комментарии Т. Х. Кумыкова.- Нальчик: Эльбрус, 2001. — 496 с.
- Общественная мысль и просвещение адыгов и балкаро-карачаевцев в XIX — начале XX в. — Нальчик: Эльбрус, 2002. — 448 с.
- Кабардино-русские торговые связи в первой половине XIX в. (сборник архивных документов). Рукопись хранится в библиотеке КБНИИ.
- Архивные материалы Кавказской войны о выселении черкесов (адыгов) в Турцию (1848—1874) / Проект, археография документов и составление Т. Х. Кумыкова. — Нальчик: Эль-Фа, 2003. — Ч.2.- 416 с.
- The Russian War in the Caucasus and the Expulsion of the Circassians. — Пятигорск: Изд-во РИАКМВ, 2004. — 64 с.
- Торгово-экономические связи России и Северного Кавказа в период Кавказской войны (40-50-е гг. XIX в.): Сборник архивных документов / Выявление, археография документов и составление Т. Х. Кумыкова. — Нальчик: Эль-Фа, 2005. — 488 с.